# Rod Hallett
Rod Hallett ist ein britischer Schauspieler.

## Leben
Hallett debütierte 1997 im Kurzfilm Pigment als Schauspieler. Ab den 2000er Jahren war er vor allem als Episodendarsteller in verschiedenen britischen Fernsehserien zu sehen. Von 2008 bis 2010 stellte er die Rolle des Sir Richard Rich in der Fernsehserie Die Tudors dar. Eine weitere größere Rolle hatte er 2011 in der Fernsehserie Terra Nova als Dr. Malcolm Wallace inne. 2014 wirkte er als Jonas Clarenbach in neun Episoden der Fernsehserie Crisis mit. 2022 stellte er in der Serie The Last Kingdom die Rolle des Constantin, König Schottlands, dar. Im Folgejahr mimte er dieselbe Rolle im Film The Last Kingdom: Seven Kings Must Die, der den Abschluss der Serie bildete. Von 2023 bis 2024 spielte er die Rolle des Major General Benedict Arnold in der Fernsehserie Outlander. 2024 war er in der Fernsehserie Casualty in der wiederkehrenden Rolle des PC Harry Sinclair zu sehen.
Hallett ist auch als Bühnendarsteller tätig.

## Filmografie (Auswahl)
- 1997: Pigment (Kurzfilm)
- 2001: Home and Away (Fernsehserie, 2 Episoden)
- 2002: Spooks – Im Visier des MI5 (Spooks, Fernsehserie, Episode 1x02)
- 2002: Doctors (Fernsehserie, 8 Episoden)
- 2002; 2008: Holby City (Fernsehserie, 3 Episoden, verschiedene Rollen)
- 2004: EastEnders (Fernsehserie, 2 Episoden)
- 2004; 2007: The Bill (Fernsehserie, 2 Episoden, verschiedene Rollen)
- 2005: Ultimate Force (Fernsehserie, Episode 3x01)
- 2005: Judge John Deed (Fernsehserie, Episode 4x02)
- 2005: Inspector Barnaby (Midsomer Murders, Fernsehserie, Episode 8x07)
- 2006: Perfect Disaster (Fernsehdokuserie, Episode 1x04)
- 2006: Rom und seine großen Herrscher (Ancient Rome: The Rise and Fall of an Empire, Fernsehdokuserie, Episode 1x04)
- 2007: Gina′s Laughing Gear (Fernsehserie, Episode 1x08)
- 2007: The Shadow Within
- 2008–2010: Die Tudors (The Tudors, Fernsehserie, 19 Episoden)
- 2009: Magic Grandad (Fernsehserie, Episode 6x04)
- 2010: The Silence (Miniserie, 4 Episoden)
- 2011: Terra Nova (Fernsehserie, 11 Episoden)
- 2013: Father Brown (Fernsehserie, Episode 1x04)
- 2013: Ripper Street (Fernsehserie, Episode 1x07)
- 2013: Mindscape
- 2014: Crisis (Fernsehserie, 9 Episoden)
- 2014: Perception (Fernsehserie, Episode 3x07)
- 2015: Silent Witness (Fernsehserie, 2 Episoden)
- 2015: No Offence (Fernsehserie, Episode 1x07)
- 2015: Ant-Man
- 2015: The Bastard Executioner (Miniserie, 2 Episoden)
- 2015: Legends (Fernsehserie, 4 Episoden)
- 2017: Genius (Fernsehserie, Episode 1x05)
- 2017: Killer’s Bodyguard (The Hitman’s Bodyguard)
- 2018: MacGyver (Fernsehserie, Episode 3x09)
- 2022: The Last Kingdom (Fernsehserie, 5 Episoden)
- 2022: Red Rose (Fernsehserie, 4 Episoden)
- 2022: 5000 Blankets
- 2023: The Last Kingdom: Seven Kings Must Die
- 2023–2024: Outlander (Fernsehserie, 5 Episoden)
- 2024: Casualty (Fernsehserie, 8 Episoden)

## Theater (Auswahl)
- Amy’s View, Regie: Robin Lefevre, Ivan Hale Prods.
- The Mousetrap, Regie: David Tucker, West End
- Kafka – One man show – A Report to an Academy, Regie: Gregorij Von Leites, Bloomsbury Studio Theatre
- An Inspector Calls, Regie: Clifford Dean, English Theatre of Hamburg
- Charley’s Aunt, Regie: Tim Heath
- Northanger Abbey, Regie: Marina Calderone
- What the Butler Saw, Regie: Jo Salkilld, Wycome Theatre Company
- Romeo and Juliet, Regie: Stephen Hartford, Swan Theatre, Wycombe
- The Canterbury Tales, Regie: Peter James, Canterbury Tales Productions
- The learned Ladies, Regie: Philippe de Grossouvre, Tristan Bates Theatre